# Eulogio Alonso Villaverde Moris
Eulogio Alonso Villaverde Moris (Gijón, 22 de enero de 1902-San Cristóbal de La Laguna, 9 de noviembre de 1983) fue un catedrático, jurista y conferencista español.

## Biografía
Nació el 22 de enero de 1902 en Gijón (Asturias). Se casó con María del Carmen Grote de la Puerta, que era una distinguida dama tinerfeña. Tuvo dos hijos: Carlos Adolfo, médico e investigador, que residía en Barcelona y Carmen Nieves. Fue hermano de Julia Alonso-Villaverde Moris, quien estuvo casada con el militar español Amado Balmes. Licenciado en Derecho por la Universidad de Oviedo. Recibió el título de doctor en Derecho por la Universidad Central en 1929. Se desempeñó como catedrático de Economía política y Elementos de Hacienda pública de la Facultad de Derecho de la Universidad de La Laguna.
Decano de la facultad de Derecho de la Universidad de La Laguna. En 1930 fue fundador y presidente de la Primera Asociación de Estudiantes Universitarios de La Laguna. Esta asociación era responsable de la organización de congresos y conferencias, además de la divulgación de trabajos científicos. En este mismo año fue pensionado por la Universidad de La Laguna, al finalizar el curso de 1929-1930, para tomar apuntes sobre materias económicas en París, Londres y Cambridge. Participó como ponente en el Congreso Científico de la Asociación para el Progreso de las Ciencias.
En enero de 1931 ejerció como Vocal en propiedad del Tribunal Contencioso Administrativo de la Audiencia de Santa Cruz de Tenerife. En 1933 trabajó como Secretario general de la Universidad de La Laguna. A comienzos de la década de 1970, el Ayuntamiento de La Laguna le nombró hijo adoptivo de la ciudad. Fue esclavo de la Pontificia, Real y Venerable Esclavitud del Santísimo Cristo de La Laguna.

## Obras
- Contribución al estudio del Estado (Memoria doctoral).
- Conceptos fundamentales de Economía Política y Hacienda Pública. Trabajo inédito y de carácter general, presentado en las oposiciones.
- El Estado y el individuo en su relación político-económica y social. Trabajo inédito y de carácter especial, presentado en las oposiciones.
- Apuntes sobre la inflación, con referencias a la española. Estudio práctico realizado durante el ejercicio de las oposiciones.

## Artículos publicados en la prensa
- “Apatía jurídica”. El Comercio, abril de 1926.
- “Hacia una nueva paz”. El Comercio, 15 de mayo de 1926.
- “La paz perpetua”. El Comercio, junio de 1926.
- “Paz internacional”. El Comercio, junio de 1926.
- “Foros en Asturias”. El Comercio, junio de 1926, n.º 1-4.
- “Educación Social”. El Comercio, noviembre de 1926.
- “La Educación Nacional”. El Comercio, diciembre de 1926.

Fuente: DCED.